# 竜ケ水駅
竜ケ水駅（りゅうがみずえき）は、鹿児島県鹿児島市吉野町にある、九州旅客鉄道（JR九州）日豊本線の駅である。鹿児島市最東端の駅。

## 歴史

### 駅名の由来
当駅周辺にある集落の名称に由来する。集落の正式な読み方は「りゅうがみず」だが、鹿児島の方言では「じがみ」と発音される。

### 年表
- 1915年（大正4年）8月7日：鉄道院により重富 - 鹿児島間（鹿児島郡吉野村大字吉野）に開設[4][5]。
- 1952年（昭和27年）3月25日：鉄筋コンクリート造の駅舎に改築[6]。
- 1962年（昭和37年）9月20日：貨物取扱廃止[1]。
- 1979年（昭和54年）10月1日：南宮崎 - 鹿児島駅間CTC化と同時に、無人化[2]。荷物扱い廃止[7]。
- 1987年（昭和62年）4月1日：国鉄分割民営化により九州旅客鉄道が継承[1]。
- 1993年（平成5年）
  - 8月6日：集中豪雨により重富駅から鹿児島駅までの各所で発生した土石流によって被災。当駅に停車中の列車及び駅構内に、土石流が直撃した。
  - 9月15日：営業再開。

### 1993年8月6日の水害による影響

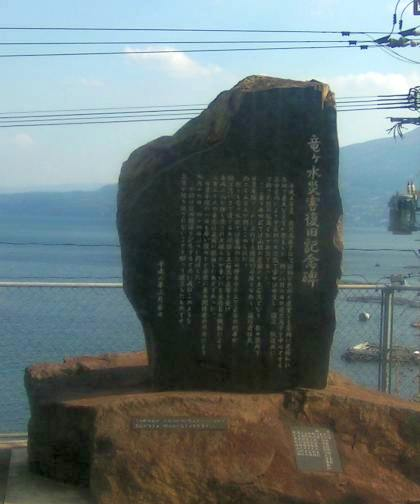
災害復旧記念碑

駅舎および周辺地域は1993年に発生した平成5年8月豪雨で甚大な被害を受けた。その際の乗員乗客脱出劇は、NHKの『プロジェクトX』やフジテレビの『奇跡体験!アンビリバボー』、日本テレビの『奇跡の生還! 九死に一生スペシャル』を始め、複数のドキュメンタリー番組で取り上げられてきた。
被災時の有名なエピソードとして、停車中の車両を堤防代わりにして乗客を避難させた乗務員の話がある。被災したのは西鹿児島駅（現・鹿児島中央駅）行の普通列車（キハ200-1007）であり、当駅停車中に鹿児島駅方面の線路が土砂崩れにより通行不能となった。運転士は国分方面へ引き返そうとしたものの、いつまで経っても指令室の許可が下りず、交渉中に国分方面の線路も遮断されため、列車は立ち往生した。この際に土石流の危険を感じた運転士は、自らの判断で崩れそうな箇所に敢えて列車を停車させ、乗客のいない車両を堤防代わりにして乗客を避難させた。この好判断により、避難の最中に構内を襲った土石流により亡くなった乗客3名を除き、全員助かった。なお当時、避難救助活動に従事した運転士1人が、3週間後に喘息発作により死亡し、その後労働災害（労災）が認定された。
この際、脱出を指揮した乗務員らは、この年のシチズン・オブ・ザ・イヤーにて表彰された。また、乗客や国道の避難者を最後まで誘導し続けた警察官2人もこの年の8月31日に警察庁長官賞詞を受賞し、9月1日付で1階級特進した。
被災後は鹿児島市の土石流災害対策のために、ほとんどの家屋が移転した。なお、竜ケ水駅付近ではこれといった補強工事を行っておらず、現在でも大雨警報発表時には必ず避難指示が出されている。

## 駅構造
相対式ホーム2面2線を有する地上駅であり、互いのホームは跨線橋で連絡されている。コンクリート造の駅舎が山側に設けられている。海側ホームには土石流災害復旧の記念碑が建っている。
無人駅であり、券売機も設置されていない。また、当駅はSUGOCAの鹿児島エリア内だが、エリア内では当駅のみIC改札機や精算機などが設置されておらず、SUGOCAなどのICカード乗車券は利用できない。

### のりば
| のりば | 路線      | 方向 | 行先                         |
| ------ | --------- | ---- | ---------------------------- |
| 1      | ■日豊本線 | 上り | 隼人・都城・南宮崎・宮崎方面 |
| 2      | ■日豊本線 | 下り | 鹿児島・鹿児島中央方面       |

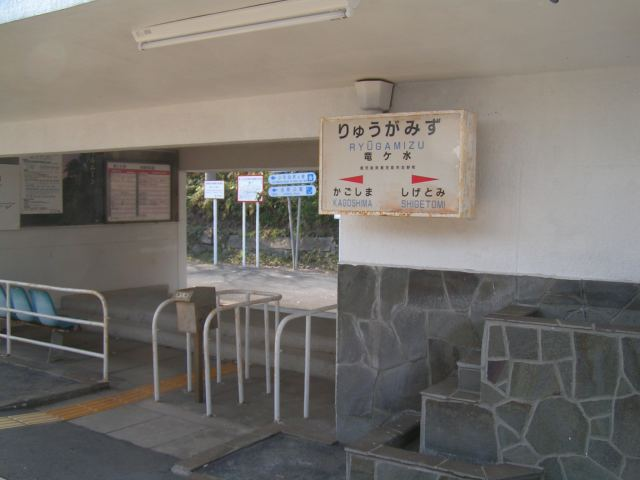
構内から駅舎の展望
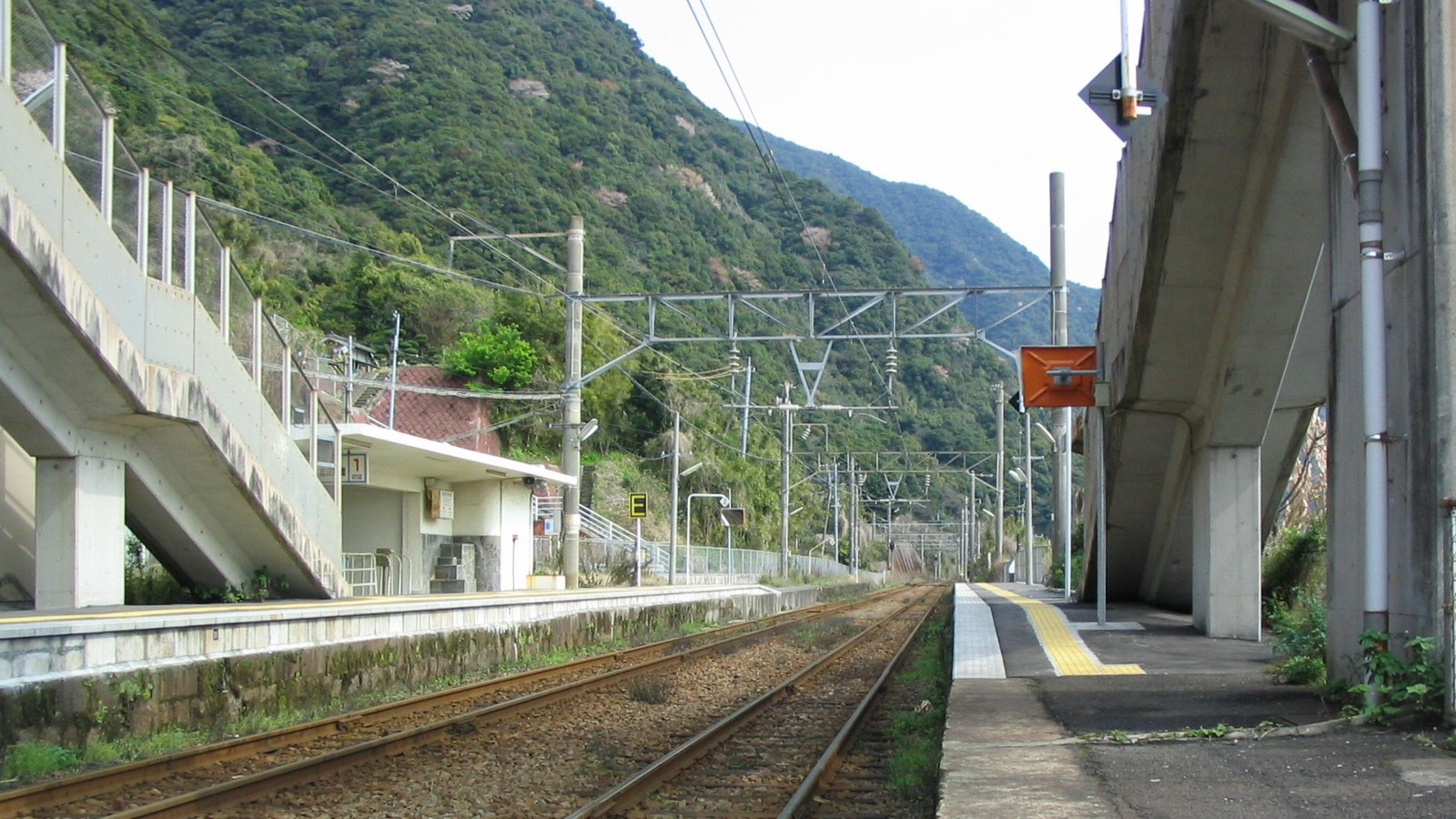
2番のりばから駅構内の展望
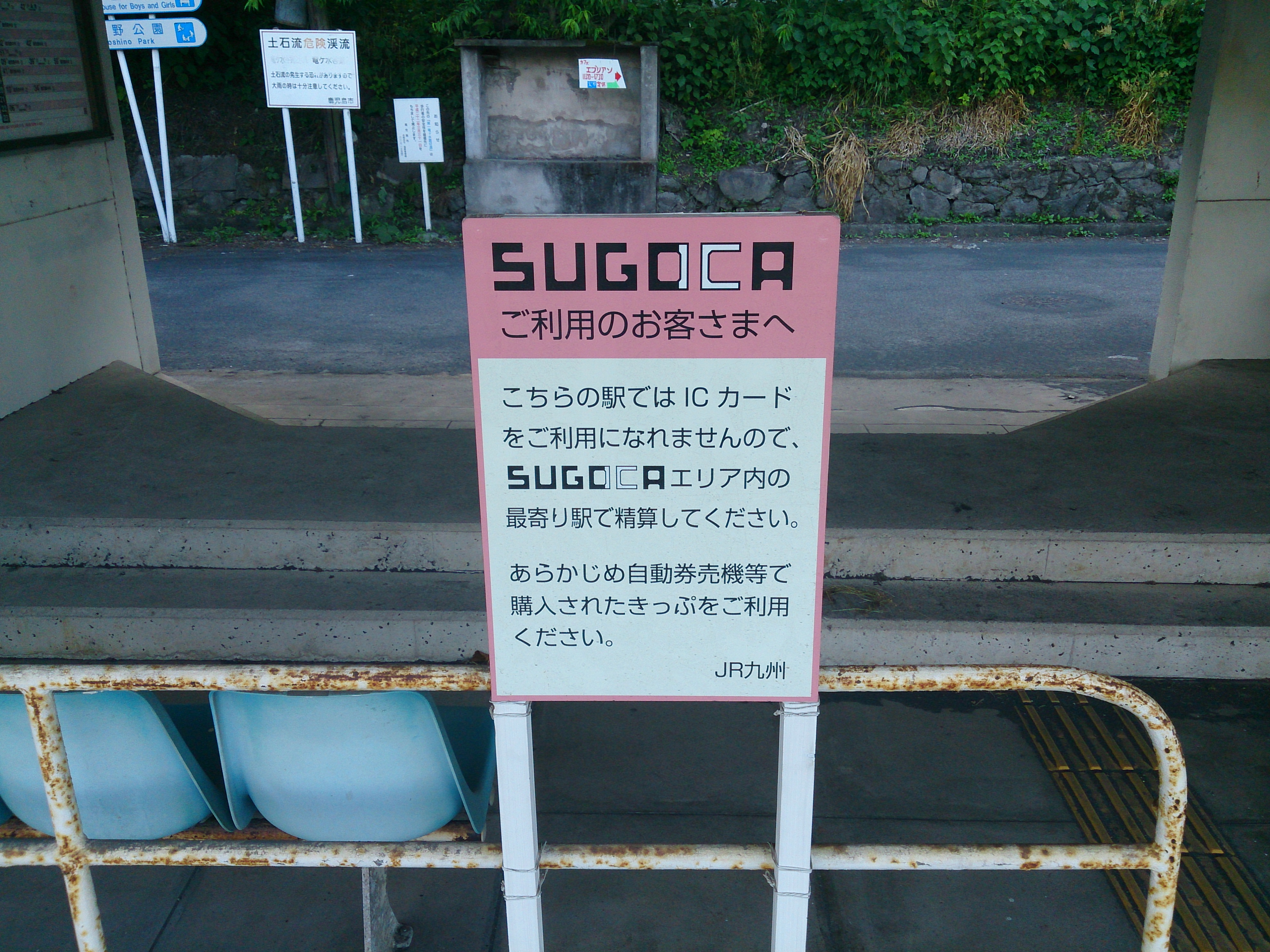
「SUGOCA」利用不可を案内する看板

#### 停車列車
竜ケ水駅は普通列車のみが停車する駅だが、客扱いを行わない列車や通過する普通列車も設定されている。2000年3月11日のダイヤ改正からは、普通列車でも大半が客扱いを行わなくなった。2023年3月18日改正時点では、上り15本・下り13本（運転間隔は最大2時間半程度）。なお、鹿児島マラソン当日は応援客のために臨時で旅客扱いにする場合もある。
隣の交換可能駅である重富駅、鹿児島駅との駅間が共に長いため、当駅で列車の交換が頻繁に行われており、特急列車など客扱いを行わない列車でも運転停車がしばしば行われる。

## 利用状況
- 2015年度の1日の平均乗車人員は2人である。

| 年度 | 1日平均 乗車人員 | 1日平均 乗降人員 |
| ---- | ---------------- | ---------------- |
| 2007 | 0.4              | 0.9              |
| 2008 | 0.4              | 1                |
| 2009 | 0.4              | 1                |
| 2010 | 0.4              | 1                |
| 2011 | 0.4              | 1                |
| 2012 | 0.3              | 1                |
| 2013 | 1人未満          | 1                |
| 2014 | 0.4              | 1                |
| 2015 | 2                | 4                |

## 駅周辺

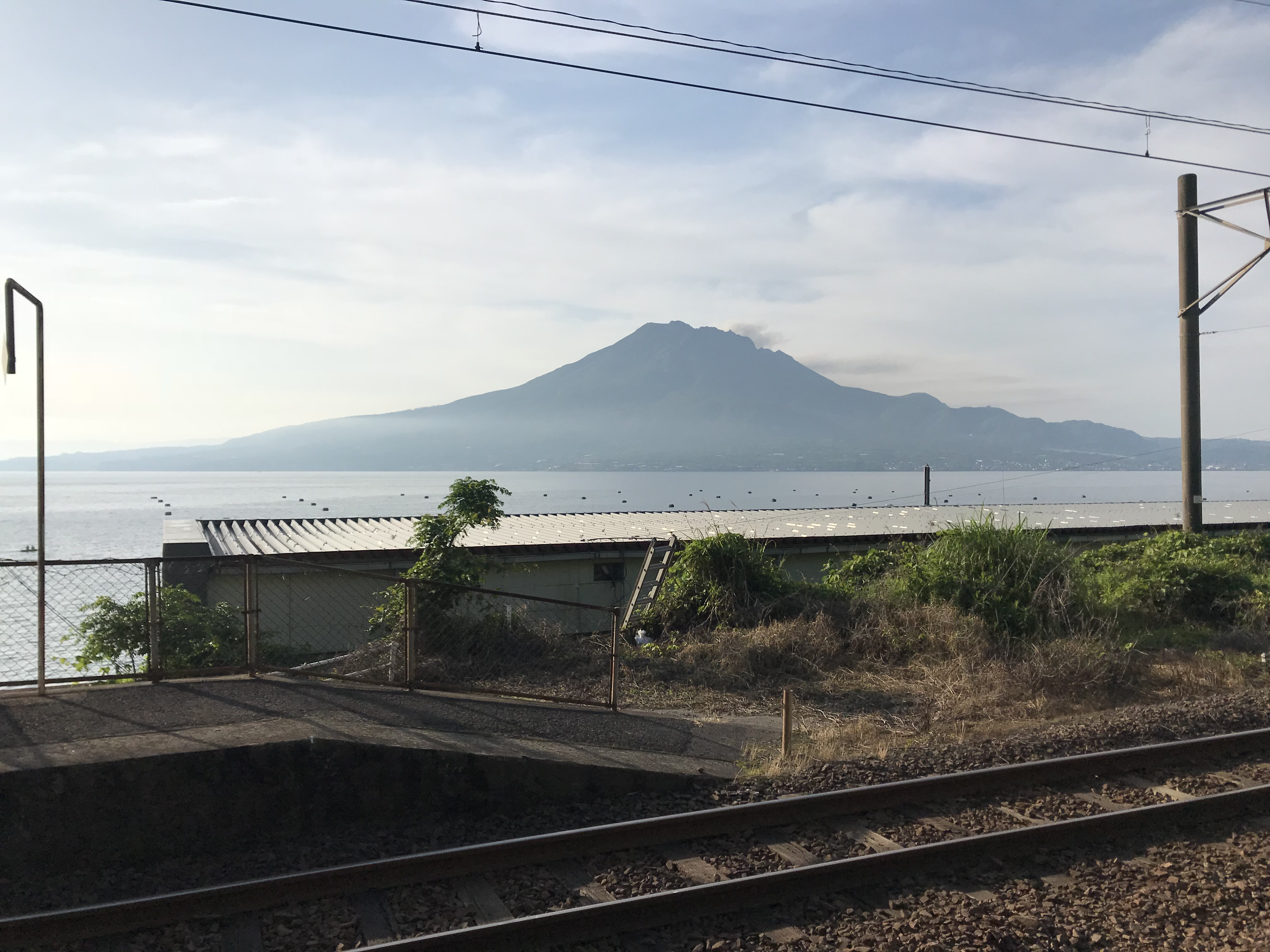
構内から望む桜島（2018年5月）

駅周辺は目前に迫る山と錦江湾の海岸線に囲まれており、まとまった平地は存在しない。線路下にはガソリンスタンドや飲食店が数軒点在し、日豊本線と並走する国道10号の休憩所のような地点になっている。
前述の通り、かつての竜ヶ水集落は豪雨災害の影響で住民の大半が移転し、現在では周辺の人家は僅かに点在する程度で、居住している住民はほとんどいない。またこの結果、放棄されて廃墟となった家屋や、流出した建物の土台などが駅周辺に散見され、災害の爪痕が現在でも生々しく残る。また、駅の周囲は草木が大量に生育しており、足元が悪い箇所も有る。
この他に駅南側から吉野台地の斜面を登り、上ノ原地区へ至る登山道が存在するが、荒廃が著しく通行止めとなっている。
- 大崎ヶ鼻
- 石郷遺跡
- 鹿児島市立龍水小学校跡地（1970年閉校）
- 月照上人追悼碑
- 西郷南洲翁開墾地遺跡・吉野開墾社碑

## バス路線
最寄りバス停は、竜ヶ水バス停（国道10号沿い）である。
- 鹿児島交通
  -     - [67-1][69-1] 鹿児島中央駅
    - [66][66-1][67-1][68-1][69-1]伊敷ニュータウン東

  - 重富、加治木、霧島市 方面
    - [66][66-1]姶良ニュータウン
    - [67-1] 自動車試験場
    - [68-1] 日当山・重久
    - [69-1] 国分・重久
    - 牧之原
    - 志布志

- 南国交通
  - [10] 蒲生・楠田
  - [10] 黒木三文字
  - [11] 武岡ハイランド
  - [27] 鹿児島中央駅

## 隣の駅
九州旅客鉄道（JR九州）
■日豊本線（一部列車が停車）
重富駅 - 竜ケ水駅 - 仙巌園駅（※） - 鹿児島駅
（※）一部の下り列車は仙巌園駅を通過する。
- 1967年までは、重富駅との間に心岳寺仮乗降場が存在した[5]。